# Louštín
Vrch Louštín je nejvyšším vrcholem opukového pohoří Džbán. Nachází se na východě okresu Rakovník cca 1,5 km jihovýchodně od Krušovic a tyčí se do výše 538,2 m n. m. Vrchol se nachází v katastrálním území Řevničov, po jižním a západním úbočí prochází hranice Lužné a Krušovic. Louštín se někdy mylně uvádí jako nejvyšší bod Rakovnicka, tím je však vrch Vlastec (612 m) v Křivoklátské vrchovině u Skryjí.

## Geomorfologické zařazení
Louštín je samostatnou geomorfologickou částí spadající pod geomorfologický celek Džbán, podcelek Řevničovská pahorkatina, okrsek Novostrašecká pahorkatina a podokrsek Krušovická pahorkatina.
Na topografických mapách Armády ČR se jako nadmořská výška Louštína udává hodnota 536,7 m.

## Historie a současnost
Pojmenování pochází pravděpodobně z německého Lauernstein (lauern – číhati, Stein – kámen). Louštín má velmi dlouhou historii osídlení – na jeho vrcholu, ze kterého je výhled do okolní krajiny (především CHKO Křivoklátsko), stávalo již pravěké hradiště (pravděpodobně z pozdní doby bronzové, zhruba 800 př. n. l.), král Václav I. zde nechal vybudovat lovecký hrádek.[zdroj?] Dle pověsti kdysi na Louštíně stál velmi vysoký statný strom, z jehož koruny bylo vidět až pražské brány a věže. V současnosti na vrcholu stojí telekomunikační vysílač (např. O2, Český rozhlas). V okolí vede několik turistických a cykloturistických stezek.

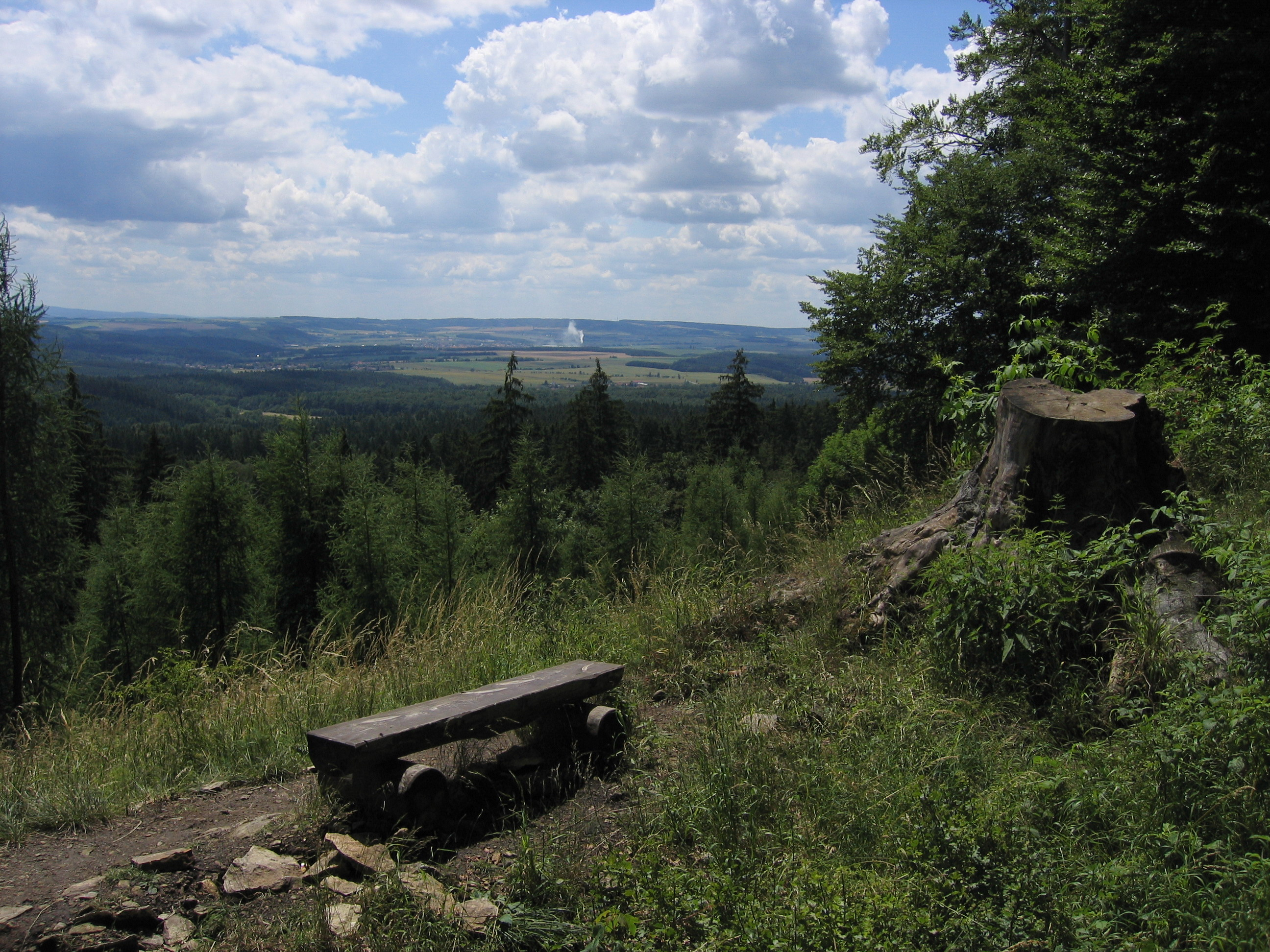
Pohled z vyhlídky pod vrcholem Louštína
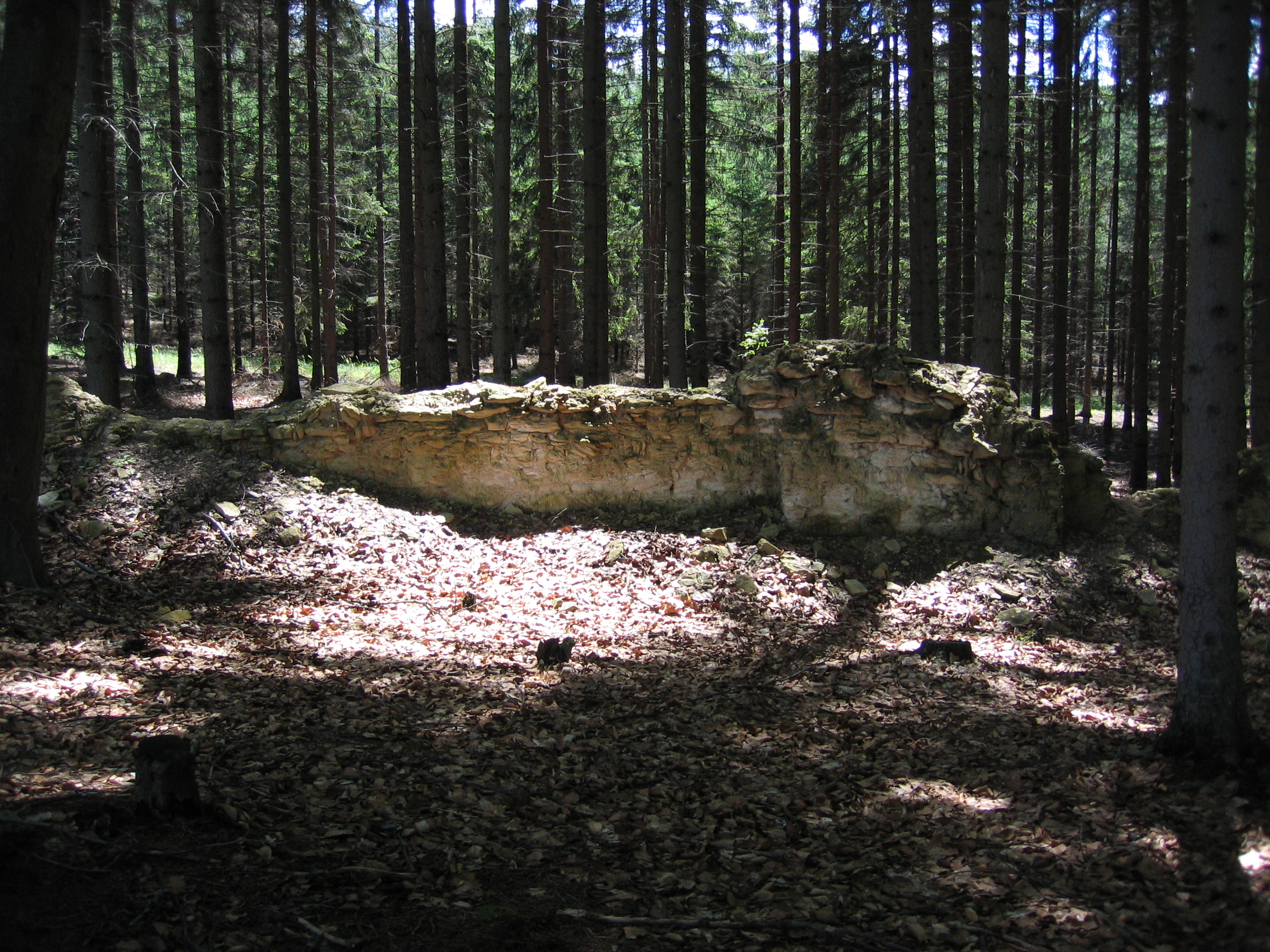
Zbytky zámecké zdi v louštínských lesích
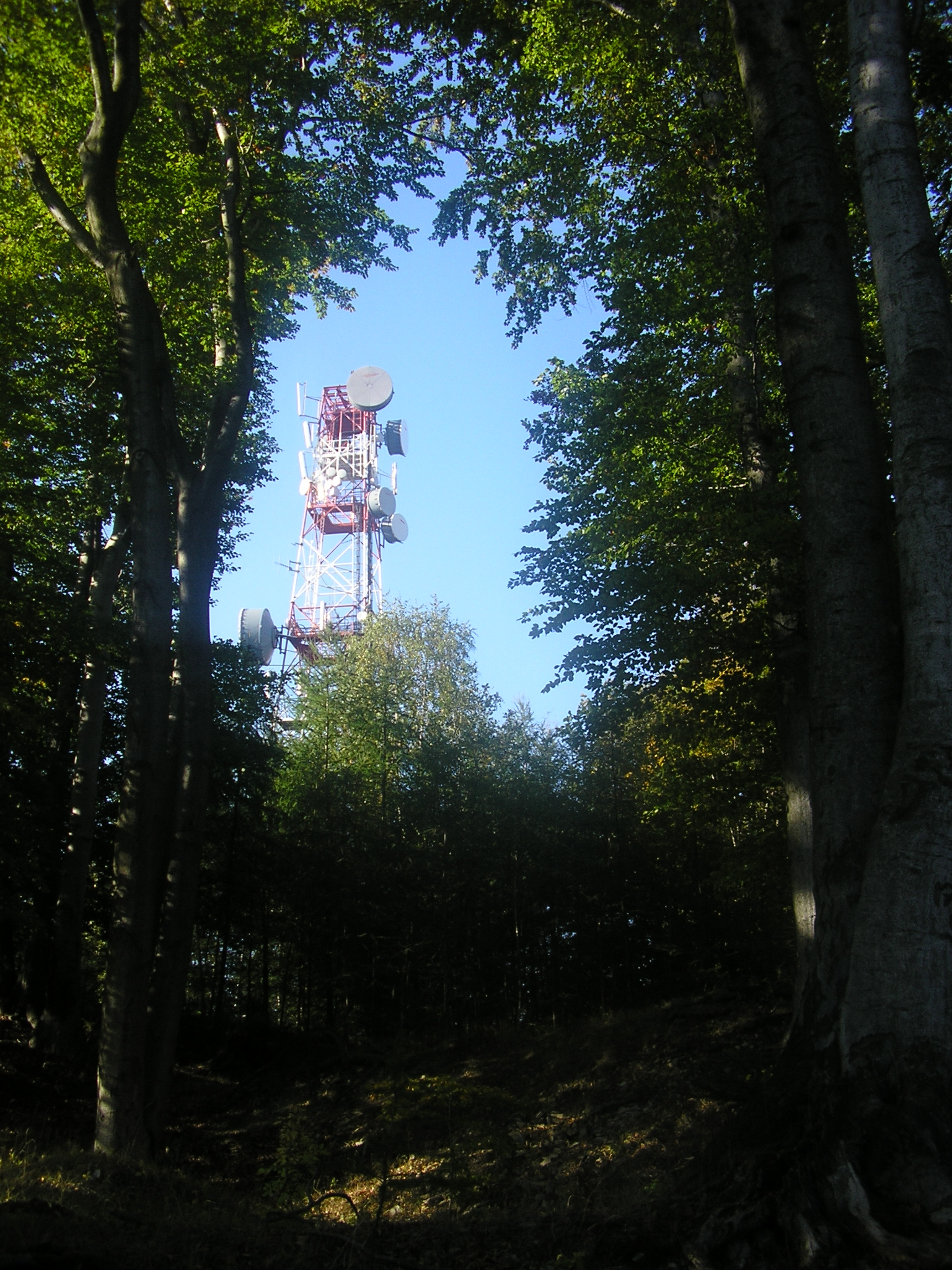
Vysílač stojící na vrcholu